# پانکالیری
پانکالیری (به ایتالیایی: Pancalieri) یک کومونه در ایتالیا است که در استان تورین واقع شده‌است. پانکالیری ۱۶٫۰ کیلومتر مربع مساحت و ۲٬۰۲۵ نفر جمعیت دارد و ۲۴۳ متر بالاتر از سطح دریا واقع شده‌است.

## خواهرخوانده
شهر Ataliva خواهرخواندهٔ پانکالیری هست.